# 28 نوفمبر
- السبت
- الأحد
- الاثنين
- الثلاثاء
- الأربعاء
- الخميس
- الجمعة

- 110 جمادى الأولى 1447  هـ
- 211 جمادى الأولى 1447  هـ
- 312 جمادى الأولى 1447  هـ
- 413 جمادى الأولى 1447  هـ
- 514 جمادى الأولى 1447  هـ
- 615 جمادى الأولى 1447  هـ
- 716 جمادى الأولى 1447  هـ
- 817 جمادى الأولى 1447  هـ
- 918 جمادى الأولى 1447  هـ
- 1019 جمادى الأولى 1447  هـ
- 1120 جمادى الأولى 1447  هـ
- 1221 جمادى الأولى 1447  هـ
- 1322 جمادى الأولى 1447  هـ
- 1423 جمادى الأولى 1447  هـ
- 1524 جمادى الأولى 1447  هـ
- 1625 جمادى الأولى 1447  هـ
- 1726 جمادى الأولى 1447  هـ
- 1827 جمادى الأولى 1447  هـ
- 1928 جمادى الأولى 1447  هـ
- 2029 جمادى الأولى 1447  هـ
- 2130 جمادى الأولى 1447  هـ
- 221 جمادى الآخرة 1447  هـ
- 232 جمادى الآخرة 1447  هـ
- 243 جمادى الآخرة 1447  هـ
- 254 جمادى الآخرة 1447  هـ
- 265 جمادى الآخرة 1447  هـ
- 276 جمادى الآخرة 1447  هـ
- 287 جمادى الآخرة 1447  هـ
- 298 جمادى الآخرة 1447  هـ
- 309 جمادى الآخرة 1447  هـ
- 110 جمادى الآخرة 1447  هـ
- 211 جمادى الآخرة 1447  هـ
- 312 جمادى الآخرة 1447  هـ
- 413 جمادى الآخرة 1447  هـ
- 514 جمادى الآخرة 1447  هـ

28 نوفمبر أو 28 تشرين الثاني أو يوم 28 \ 11 (اليوم الثامن والعشرين من الشهر الحادي عشر) هو اليوم الثاني والثلاثين بعد الثلاثمائة (332) من السنة، أو الثالث والثلاثين بعد الثلاثمائة (333) في السنوات الكبيسة، وفقًا للتقويم الميلادي الغربي (الغريغوري). يبقى بعده 33 يومًا على انتهاء السنة.

## أحداث
- 1520 - البحار البرتغالي فرناندو ماجلان يصل إلى المحيط الهادئ قادمًا من المحيط الأطلسي عبر مضيق يفصل بين أمريكا الجنوبية والقطب الجنوبي، وسمي بعد ذلك بمضيق ماجلان.
- 1660 ـ كلية غريشام تشهد اجتماعًا ضم إثنى عشر رجلًا ـ من بينهم كريستوفر رن وروبرت بويل وجون ويلكنز والسير روبرت موراي ـ وأسفر عن تأسيس كيان علمي عُرف لاحقًا بالجمعية الملكية.
- 1893 ـ نيوزيلندا تصبح أول دولة في العالم تصوت فيها النساء في انتخابات عامة.
- 1912 ـ ألبانيا تعلن استقلالها عن الدولة العثمانية.
- 1914 ـ إعادة فتح بورصة نيويورك لتداول السندات بعد توقف اضطراري بسبب الحرب العالمية الأولى.
- 1915 - الشيخ جابر المبارك الصباح يتولى الحكم في الكويت خلفًا لأبيه الشيخ مبارك الصباح.
- 1918 ـ بوكوفينا تصوت لصالح الإندماج مع مملكة رومانيا.
- 1919 ـ انتخاب الليدي أستور لعضوية برلمان المملكة المتحدة، لتكون أول امرأة تحضر جلسات مجلس العموم.
- 1943 - انعقاد أولى جلسات مؤتمر طهران الذي جمع بين القادة الثلاثة جوزيف ستالين وفرانكلين روزفلت وونستون تشرشل وذلك أثناء الحرب العالمية الثانية وذلك لتحديد الأهداف المشتركة لمواجهة دول المحور، ودام المؤتمر حتى 1 ديسمبر.
- 1960 - موريتانيا تحصل على الاستقلال رسميًا من الاستعمار الفرنسي، وتنصيب المختار ولد داداه رئيسًا للدولة.
- 1971 - اغتيال رئيس الوزراء الأردني وصفي التل على يد منظمة أيلول الأسود في القاهرة.
- 1972 - التوقيع على «بيان طرابلس للوحدة اليمنية» بين جمهورية اليمن الديمقراطية الشعبية والجمهورية العربية اليمنية.
- 1974 - بداية الحرب الأهلية الإثيوبية.
- 1988 - الرئيس العراقي صدام حسين يقوم بأول زيارة له إلى مصر منذ توليه الرئاسة.
- 1990 -
  - مجلس الأمن الدولي يصدر «القرار رقم 677» يدين فيه محاولات العراق تغيير التكوين الديمغرافي لسكان الكويت وإعدام السجلات المدنية التي تحتفظ بها الحكومة الكويتية الشرعية.
  - جون ميجور يتولى رئاسة الوزراء في المملكة المتحدة.
- 1994 - استفتاء عام في النرويج للتصويت على انضمامها إلى الاتحاد الأوروبي، وكانت النتيجة رفض الانضمام.
- 2003 - رجل الأعمال أيمن السويدي يطلق النار على زوجته المغنية ذكرى ومدير أعماله مما تسبب في مقتلهما ثم ينتحر.
- 2004 - ملك المملكة الأردنية الهاشمية عبد الله الثاني بن الحسين يعفي أخاه الأمير حمزة بن الحسين من ولاية العهد.
- 2010 - إجراء انتخابات مجلس الشعب المصري والتي تنافس فيها ما يقارب الخمسة آلاف مرشح.
- 2011 - إجراء الجولة الأولى من انتخابات مجلس الشعب المصري، وهي أول انتخابات تشريعية تشهدها مصر بعد ثورة 25 يناير.
- 2013 - مذنب آيسون يذوب بعد اقترابه من الشمس بحوالي مليون كيلومتر فقط، وكان مرشحًا ليكون أقرب مذنب يمر بجانب الأرض منذ عقود.
- 2018 - اللاعب النرويجي ماغنوس كارلسن يحتفظ بلقبه بطلاً للعالم في الشطرنج بعد تغلّبه على منافسه فابيانو كاروانا.
- 2019 -
  - المجلس السيادي السوداني يجيز مشروع قانون يقضي بتفكيك نظام الرئيس السابق عمر البشير وإزالة تمكين حزب المؤتمر الوطني الذي حكم البلاد طيلة 30 عامًا
  - وقوع مجزرة الناصرية التي قتل فيها 45 متظاهر وأصابة من أكثر من 150 آخرين خلال الاحتجاجات العراقية 2019-20
- 2023 - تمديد وقف إطلاق النار المؤقت في غزة بوساطة قطرية، مقابل المزيد من تبادل الأسرى وإدخال مواد طبية وإغاثية ووقود إلى قطاع غزة.

## مواليد
- 1118 - الإمبراطور مانويل كومنينوس، إمبراطور الإمبراطورية البيزنطية.
- 1489 - الملكة مارغريت تيودور، زوجة جيمس الرابع ملك إسكتلندا.
- 1632 - جون باتيست لولي، موسيقي فرنسي.
- 1757 - ويليام بليك، شاعر إنجليزي.
- 1786 - أحمد عرفان، أحد قادة الإصلاح الإسلامي في الهند.
- 1820 - فريدرخ انغلز، فيلسوف ألماني.
- 1829 - أنتون روبنشتاين، موسيقي روسي.
- 1853 ـ هيلين ماجيل وايت، أول امرأة تحصل على درجة الدكتوراه في الولايات المتحدة الأمريكية.
- 1881 - شتيفان تسفايغ، كاتب نمساوي.
- 1891 - أمين سعيد، صحفي ومؤرخ سوري.
- 1894 -
  - هنري هازليت، اقتصادي أمريكي.
  - أوتو زدانسكي، عالم نمساوي.
  - فرخ الخراساني، شاعر إيراني.
- 1897 - يوسف سالم، سياسي لبناني.
- 1907 - ألبيرتو مورافيا، أديب إيطالي.
- 1908 - كلود ليفي ستروس، عالم فرنسي في علم الاجتماع.
- 1939 - مكرم جاد الكريم، مصور فوتغرافي مصري.
- 1943 - حمادة إمام لاعب كرة قدم مصري
- 1943- راندي نيومان، موسيقي أمريكي.
- 1950 -
  - إد هاريس، ممثل أمريكي.
  - راسل هالس، عالم فيزياء أمريكي حاصل على جائزة نوبل في الفيزياء عام 1993.
- 1955 -
  - أليساندرو ألتوبيلي، لاعب كرة قدم إيطالي.
  - آدم يشاري، جنرال في جيش تحرير كوسوفو.
- 1956 -
  - مها أبو عوف، ممثلة مصرية.
  - سليمان الجبيلان، عالم دين سعودي.
- 1961 - ناصر القصبي، ممثل سعودي.
- 1962 - جون ستيوارت، ممثل أمريكي.
- 1970 -
  - منى فتو، ممثلة مغربية.
  - عاصي الحلاني، مغني لبناني.
- 1972 - فغويريدو، لاعب كرة قدم أنغولي.
- 1977 - فابيو غروسو، لاعب كرة قدم إيطالي.
- 1978 -
  - مهدي النفطي، لاعب كرة قدم تونسي.
  - هيثم طمبل، لاعب كرة قدم سوداني.
  - آيمي غارسية، ممثلة أمريكية
- 1980 - ستيوارت تايلور، حارس مرمى كرة قدم إنجليزي.
  - إدوارد روجيه فازلين، لاعب كرة مضرب فرنسي.
  - نيلسون فالديز، لاعب كرة قدم باراغوياني.
- 1984 - ماري إليزابيث وينستد، ممثلة أمريكية.
- 1986 - بينجامين أنغووا، لاعب كرة قدم إيفواري.
- 1990 - ديدريك بوياتا، لاعب كرة قدم بلجيكي.
- 1997 - مصطفى محمد أحمد لاعب كرة قدم مصري.

## وفيات
- 1170 - أواين غوينيد، ملك مملكة غوينيد.
- 1680 - جان لورينزو برنيني، فنان إيطالي.
- 1694 - ماتسوو باشو، شاعر ياباني.
- 1822 - سليمان بن محمد، سلطان مغربي.
- 1859 - واشنطن إيرفينج، مؤلف أمريكي.
- 1915 - الشيخ مبارك الصباح، حاكم الكويت السابع.
- 1921 - عبد البهاء عباس، مؤسس الدين البهائي.
- 1939 - جيمس نايسميث، طبيب كندي / أمريكي ابتكر رياضة كرة السلة.
- 1954 - إنريكو فيرمي، عالم فيزياء إيطالي حاصل على جائزة نوبل في الفيزياء عام 1938.
- 1962 - الملكة فيلهامينا، ملكة هولندا.
- 1970 - فريتس فون أونرو، كاتب مسرحي وروائي ورسام ألماني.
- 1971 - وصفي التل، رئيس وزراء الأردن.
- 1999 - ملك عبد العزيز، شاعرة مصرية.
- 2003 -
  - ذكرى، مغنية تونسية.
  - أيمن السويدي، رجل أعمال مصري.
  - طلال الرشيد، شاعر سعودي.
- 2010 -
  - فلاديمير ماسلاتشينكو، لاعب كرة قدم سوفيتي.
  - ليسلي نيلسن، ممثل أمريكي.
- 2012 - زيج زيجلار، مؤلف أمريكي.
- 2014 - سعيد عقل، شاعر لبناني.
- 2015 - عبد الله حسين منصور، شاعر فلسطيني أردني.
- 2017 - شادية، ممثلة ومغنية مصرية.
- 2019 - عبد الرزاق خلف، ممثل كويتي.
- 2020 - حكم عمر أسعد البلعاوي، سياسي ودبلوماسي فلسطيني.

## أعياد ومناسبات
- عيد الاستقلال في موريتانيا.
- عيد الاستقلال في ألبانيا.

## وصلات خارجية
- وكالة الأنباء القطريَّة: حدث في مثل هذا اليوم.
- النيويورك تايمز: حدث في مثل هذا اليوم.
- BBC: حدث في مثل هذا اليوم.